# FC Ararat Erevan
O Football Club Ararat Yerevan (em armênio, Ֆուտբոլային Ակումբ Արարատ Երեւան), popularmente conhecido como Ararat Erevan, é um dos principais e mais populares clube da Armênia. O clube é, desde 1999, propriedade do empresário suíço armênio Vartan Sirmakes.

## História
O clube foi fundado em 1935, sob o nome de Spartak Yerevan. O primeiro troféu veio a ser a Copa da Armênia em 1940, porém o clube ficou inativo durante 4 anos devido aos acontecimentos da Segunda Guerra Mundial. Com o fim da guerra, em 1944, a Copa Soviética se iniciava e contaria com a presença do Spartak. O primeiro confronto da equipe armênia seria um derby contra seu rival georgiano, Dinamo Tbilisi, porém o confronto foi cancelado devido a desistência por parte do Spartak.[carece de fontes?]
Em 1947, a equipe começa a ter certo destaque após um vice-campeonato regional da Transcaucásia. Em 1949, o clube consegue o acesso para a primeira divisão soviética. Sua primeira temporada na elite do futebol soviético foi apática, figurando em uma modesta 16.º posição de um total de 18 clubes e escapando do rebaixamento por apenas dois pontos, já que apenas o  17.º e  18.º foram rebaixados, ficando marcada por 3 grandes goleadas sofridas: Dois 6-0 sofridos contra Lokomotiv Moscow e CSKA Moscow; e um 6-1 sofrido em um derby contra o Dínamo Tbilisi. Já na Copa Soviética, uma precoce eliminação para o modesto Dínamo Stalinabad (Atualmente Dynamo Dushanbe), do Tajiquistão. Graças a atuações fracas e um time instável, o clube veio a ser rebaixado novamente para a segunda divisão e retornou para a elite em 1960. Três anos após o retorno, adotou o nome Ararat, que é utilizado até hoje pelo clube. [carece de fontes?]

## Era de Ouro e Torneios Continentais
No final da década de 1960, o Ararat se converteu em uma virtual seleção armênia no próprio Campeonato Soviético de Futebol, recrutando os principais futebolistas etnicamente armênios, ainda que nascidos em outras repúblicas da União Soviética. Os mais renomados foram Eduard Markarov e Nikita Simonyan, ambos com participações prévias na Copa do Mundo FIFA. Nascido na RSS do Azerbaijão, Markarov chegou em 1971, e Simonyan, nascido na RSFS da Rússia, em 1972.
Em 1971, com Markarov precisamente na artilharia, o Ararat Erevan conseguiu um surpreende vice-campeonato, ainda que dez pontos abaixo do vencedor Dínamo Kiev. Também nascido em Bacu, Arkady Andreasyan representou o clube na Seleção Soviética medalhista de bronze no futebol nos Jogos Olímpicos de Verão de 1972.
Em 1973, o Ararat conquistou primeiramente o inédito titulo da Copa Soviética, em uma final dramática contra o Dínamo Kiev. Quinze dias depois, conseguiu também seu inédito título do Campeonato Soviético, disputado por sua vez também contra o Dínamo Moscou. O troféu pôde se consumar com uma rodada de antecipação.
Ter o Ararat conquistado ambos os títulos nacionais de 1973 possibilitou que seu vice-campeão na Copa da URSS, o Dínamo Kiev, pudesse disputar em seu lugar a Recopa Europeia de 1974–75, sendo inclusive o campeão, enquanto os armênios jogavam em paralelo a Liga dos Campeões de 1974–75. Nela, o Ararat iniciou a competição na primeira fase eliminando o norueguês Viking FK pelo agregado de 6-2; Na segunda Fase, eliminou o irlandês do Cork Celtic pelo agregado de 7-1 e a derrota chegou apenas nas quartas-de-Final, onde enfrentaram os futuros campeões, Bayern Munique. No jogo de ida em Munique, o alemães venceram por 2-0, resultado que tornou infrutífera a vitória armênia por 1-0 no jogo de volta, em Erevan. Apesar da eliminação, Markarov pôde terminar como artilheiro daquela Liga dos Campeões, igualado a Gerd Müller.
Em 1975, o Ararat voltou a disputar com o Dínamo Kiev o campeonato soviético, terminando vice-campeão por três pontos a menos, ao fim de julho. Em agosto, porém, os armênios puderam ser campeões novamente da Copa da URSS, em decisão na qual venceram o Zorya Voroshlovgrado por 2-1, diante de 100 mil espectadores no estádio Lênin. Com isso, o Ararat participou da Recopa Europeia de 1975–76, na qual chegou a vencer por 9-0 o Anorthosis Famagusta antes de ser eliminado em novembro pelo West Ham United.
Gradualmente, o envelhecimento da equipe-base acarretou no declínio do Ararat, na metade final da década de 1970, embora o clube ainda pudesse se manter na primeira divisão soviética pela década de 1980. Nesse período, suas arquibancadas inclusive serviam de palco de manifestações de nacionalismo e mesmo pela independência da Armênia. Seu principal jogador nessa fase foi Khoren Oganesyan, que defendeu o Ararat entre 1975 e 1985 e participou da Copa do Mundo FIFA de 1982.

## Fim da União Soviética e Início da Era Moderna
Com a dissolução da União Soviética em 1991, o Ararat Everan passou a jogar no Campeonato Armênio. Porém, não conseguiu assentar sua unanimidade, tendo vencido a Primeira Divisão apenas uma vez, em 1993, tendo o Pynik Erevan se consolidado como a principal força nacional ao passo que o Ararta chegou a sofrer rebaixamentos. Nos últimos anos, o clube se envolveu em polêmicas com o recém criado rival, FC Ararat-Armenia, se posicionando publicamente contra o nome escolhido.

## Conquistas
| NACIONAIS                                   | NACIONAIS | NACIONAIS                             |
| Competição                                  | Títulos   | Temporadas                            |
| Armenian Premier League                     | 1         | 1993                                  |
| Copa Independência da Armênia               | 6         | 1993, 1994, 1995, 1997, 2008, 2020-21 |
| Supercopa da Armênia                        | 1         | 2009                                  |
| Campeonato Soviético (Extinto)              | 1         | 1973                                  |
| Campeonato Soviético 2. ª Divisão (Extinto) | 1         | 1965                                  |
| ------------------------------------------- | --------- | ------------------------------------- |

#### Outras Conquistas:
- IFA Shield: 1 (1978) Titulo divido com Mohun Bagan AC